# Martainville-Épreville
Martainville-Épreville – miejscowość i gmina we Francji, w regionie Normandia, w departamencie Sekwana Nadmorska.
Według danych na rok 1990 gminę zamieszkiwało 606 osób, a gęstość zaludnienia wynosiła 80 osób/km² (wśród 1421 gmin Górnej Normandii Martainville-Épreville plasuje się na 388. miejscu pod względem liczby ludności, natomiast pod względem powierzchni na miejscu 494.).